# Gouts
Gouts település Franciaországban, Landes megyében. Lakosainak száma 272 fő (2022. január 1.). Gouts Audon, Laurède, Mugron, Onard, Poyanne, Souprosse és Tartas községekkel határos.

## Népesség
A település népességének változása:
| Lakosok száma | 269  | 223  | 211  | 240  | 270  | 281  | 276  | 274  | 274  | 272  |
|               | 1968 | 1982 | 1990 | 2006 | 2013 | 2015 | 2017 | 2019 | 2020 | 2022 |